# グルノーブル・トロリーバス
グルノーブル・トロリーバス（フランス語: Trolleybus de Grenoble）は、かつてフランスの都市・グルノーブル市内に存在したトロリーバス。第二次世界大戦後に開通し、1990年代以降もフランスに残存するトロリーバスの1つとなっていたが、1999年に運行を停止した。

## 概要・歴史
グルノーブル市内にトロリーバス網を建設する計画が立ち上がったのは第二次世界大戦終戦後の1946年であり、老朽化が進んでいた路面電車（グルノーブル市電）の置き換えが目的であった。最初の路線は1947年7月29日に開通し、以降順次路線網を拡大していった。1960年代以降、フランス各地でトロリーバスが廃止になって以降もグルノーブルには大規模なトロリーバス網が残存し、1966年には首都・パリで廃止になったトロリーバス路線から車両を譲受した他、1970年代には石油危機を発端としたトロリーバスの見直しを受け、新型車両の導入や更なる路線網の拡大が1991年まで継続して行われた。
しかし、1987年に開通したライトレール（グルノーブル・トラム）の路線網拡大に伴う系統の整理や路線自体の廃止によってグルノーブル市内のトロリーバス網は縮小し、1999年時点で残されたのは2系統（31号線、32号線）のみとなった。そして同年6月24日をもって、グルノーブル市内のトロリーバスは運行を停止した。
当初、この運行停止は一時的なものであり、イリスバス製の新型車両である「クリスタリス（ETB 12）」を導入次第再開する予定であった。だが、運行事業者が提示した車両の条件とイリスバス側が提示した車両の諸元が異なっていた結果、公共調達監督当局による承認が降りなかった。そのためトロリーバスの納入は実現せず、代わりに圧縮天然ガス（CNGガス）を用いたバスが導入された。以降、2025年時点までトロリーバスの運行は再開されていないが、施設の一部は残されており、2023年以降グルノーブルの路線バスの一部をトロリーバスに置き換える検討が開始されている。

## ギャラリー

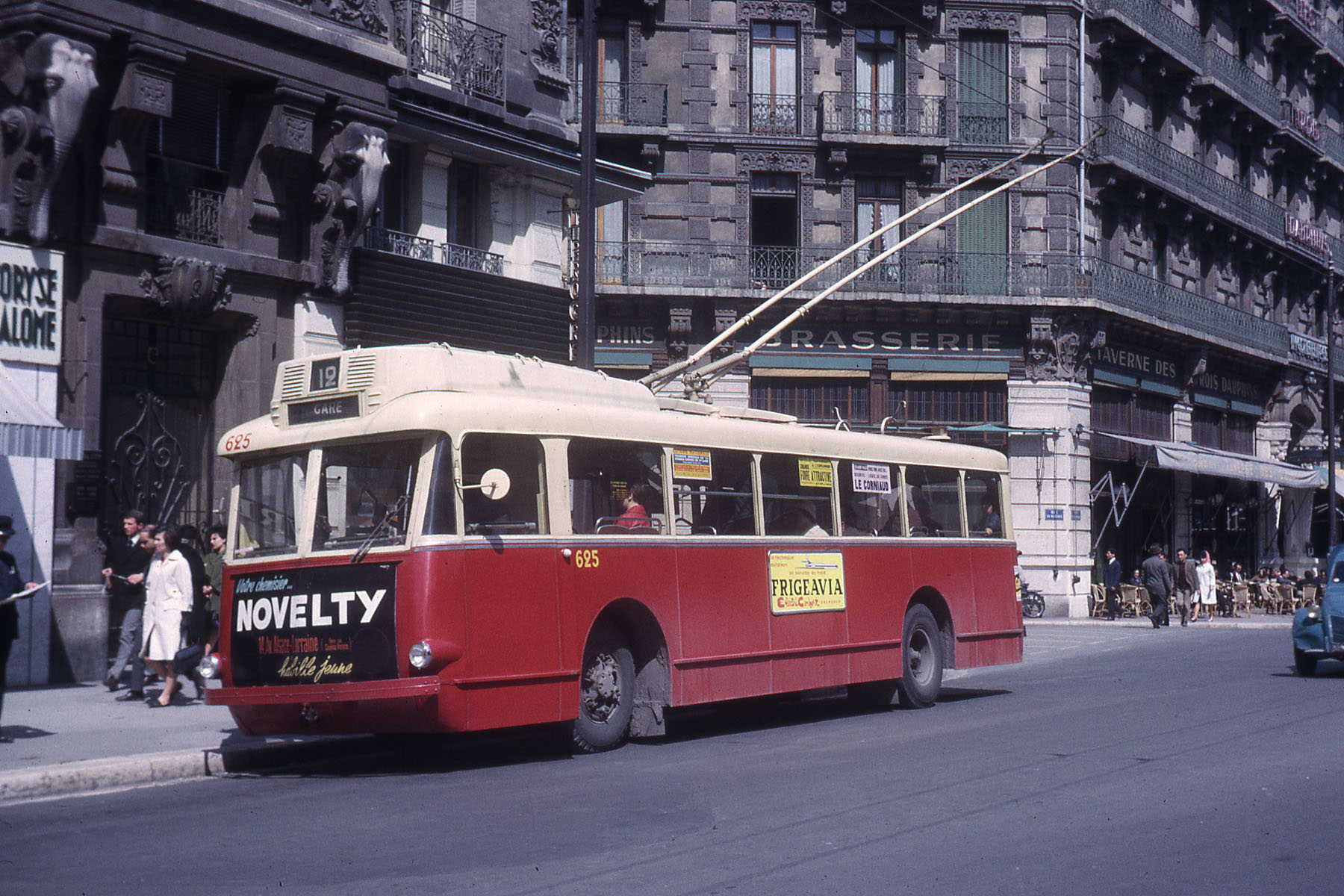
ヴェトラVBR（1965年撮影）
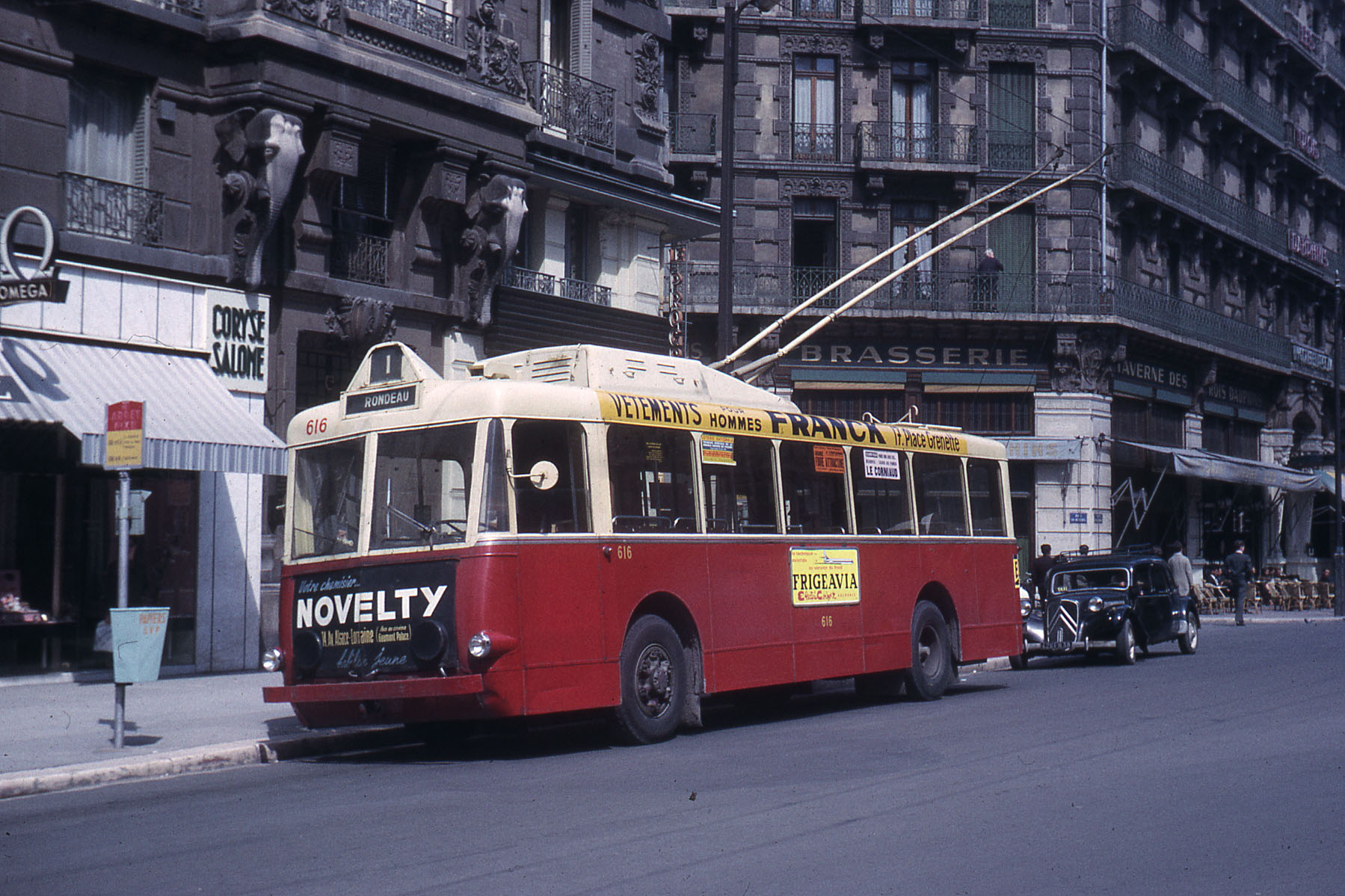
ヴェトラVBR-h（1965年撮影）
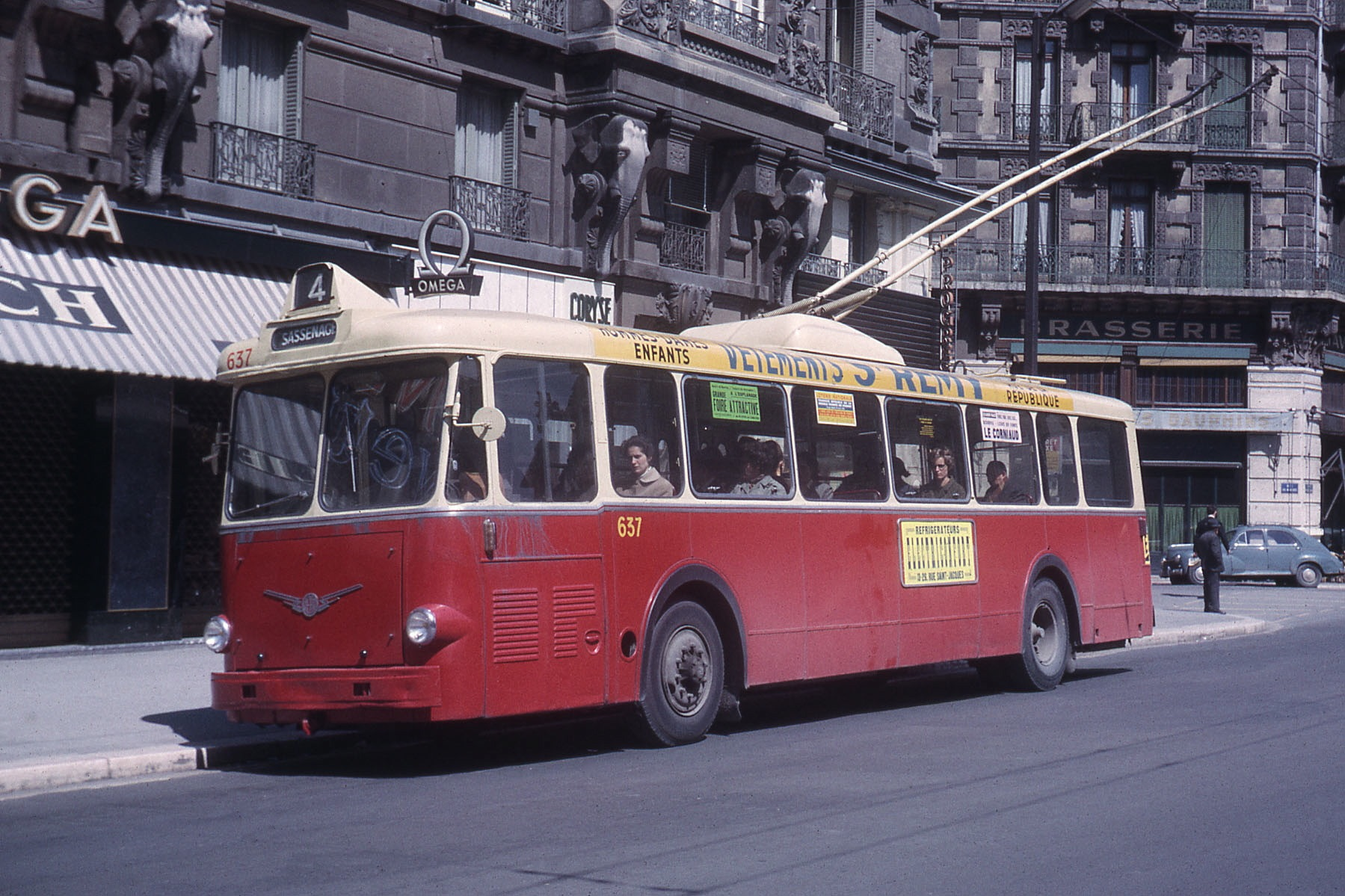
ヴェトラVBF（1965年撮影）
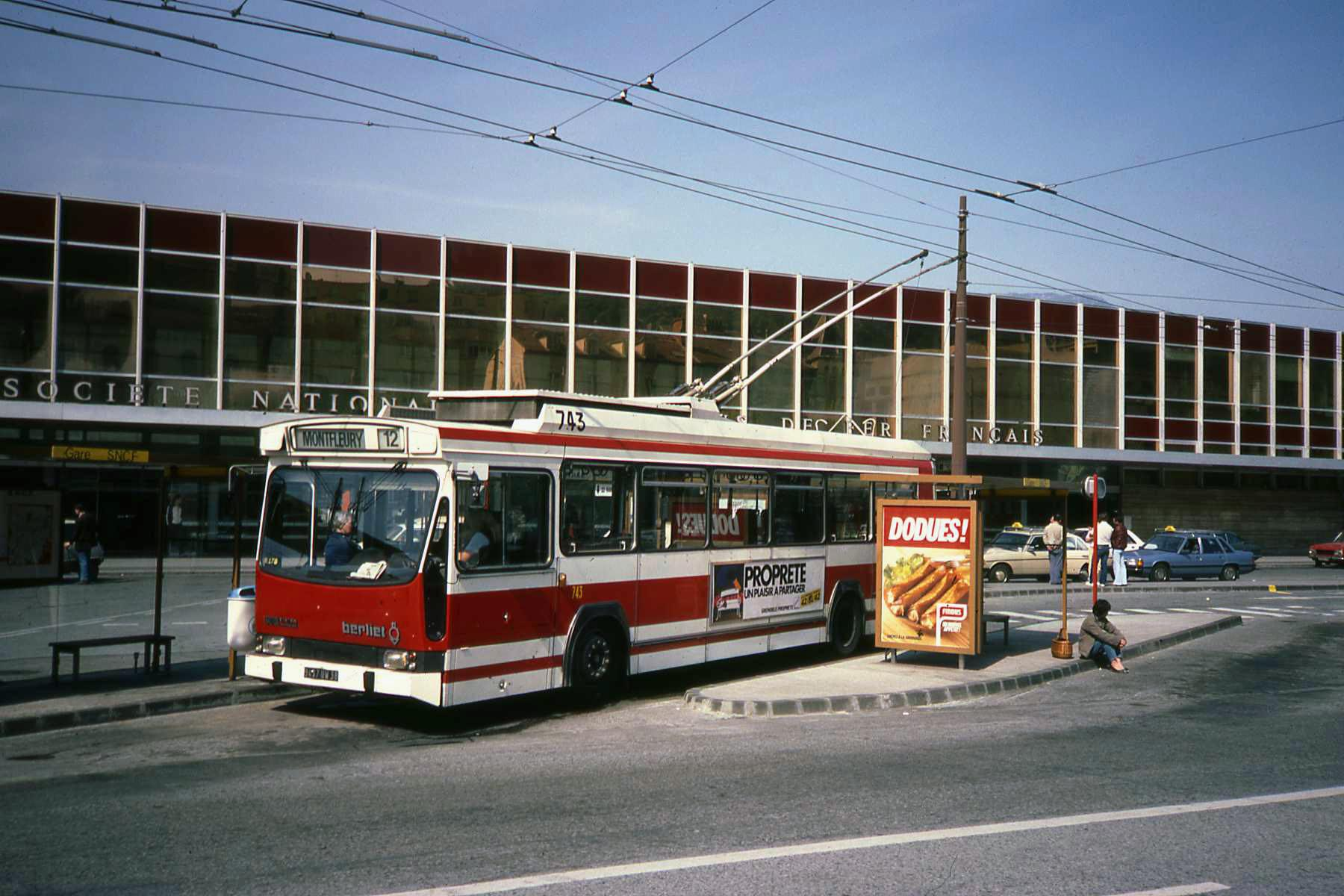
ベルリエER100（1984年撮影）
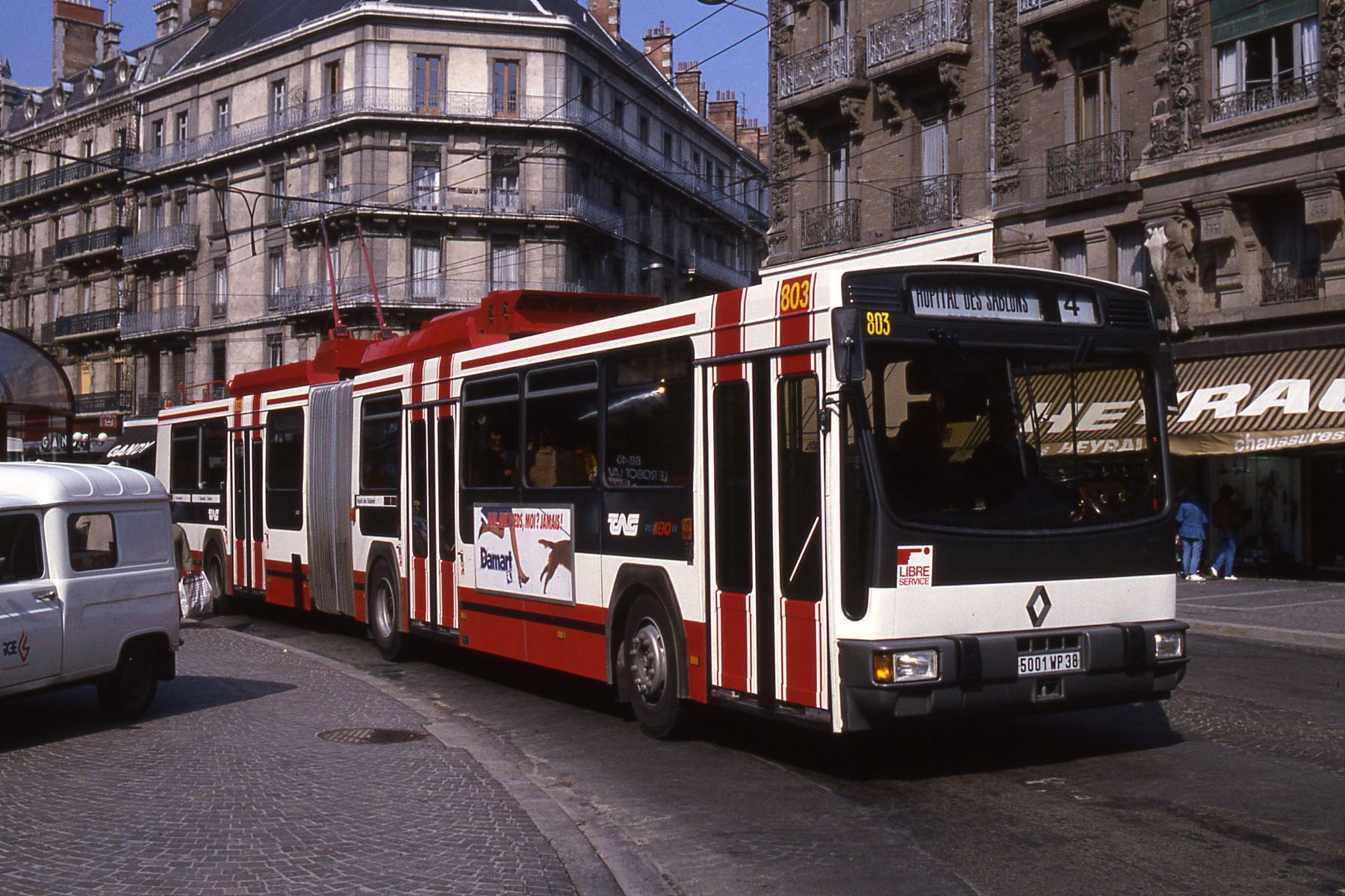
ルノーPR180H（2011年撮影）